# Into the Sun (2005)
Into the Sun is een Amerikaans-Japanse film uit 2005 onder regie van Mink. Acteur Steven Seagal speelt in de film de rol van ex-CIA-agent Travis Hunter.

## Verhaal
Na de moord op de gouverneur op Tokio, is het aan Travis om de moordenaars te vinden. Hij komt erachter dat dit slechts het begin van een aankomend bloedbad is.

## Rolverdeling
| Acteur           | Personage     |
| ---------------- | ------------- |
| Steven Seagal    | Travis Hunter |
| Matthew Davis    | Sean          |
| Takao Osawa      | Kuroda        |
| Eddie George     | Jones         |
| William Atherton | Agent Block   |
| Juliette Marquis | Jewel         |
| Ken Lo           | Chen          |
| Chiaki Kuriyama  | Ayako         |